# Diostrombus obscura
Diostrombus obscura är en insektsart som beskrevs av Synave 1973. Diostrombus obscura ingår i släktet Diostrombus och familjen Derbidae. Inga underarter finns listade i Catalogue of Life.